# Lasioglossum hualitchu
Lasioglossum hualitchu är en biart som först beskrevs av Holmberg 1886.  Lasioglossum hualitchu ingår i släktet smalbin, och familjen vägbin. Inga underarter finns listade i Catalogue of Life.